# Chris Trousdale
Christopher Trousdale, detto Chris (New Port Richey, 11 giugno 1985 – Burbank, 2 giugno 2020) è stato un cantante e attore statunitense.

## Biografia
Chris Trousdale entrò nel mondo dello spettacolo come attore bambino, recitando nella tournée statunitense del musical Les Misérables. Dopo aver interpretato il piccolo Gavroche nel musical in tour per oltre un anno insieme ad Ashley Tisdale, nel 1996 fece il suo debutto a Broadway tornando ad interpretare il personaggio della produzione stabile di Les Misérables all'Imperial Theatre, in cui Trousdale recitò accanto a Ricky Martin e Lea Michele. Dopo aver recitato in una produzione dell'Off Broadway de Il mago di Oz nel 1997, nel 1998 tornò a Broadway per interpretare Friedrich von Trapp nel musical The Sound of Music. Nello stesso periodo si unì al gruppo di attori bambini The Broadway Kids, in cui cantava accanto a Lea Michele, Christy Carlson Romano, Jenna Ushkowitz e Lacey Chabert.
Mentre lavorava a Broadway da adolescente, Trousdale fu notato da produttori interessati a formare una boy band a New York: insieme a Jesse McCartney, Gregory Raposo, Matt Ballinger e Frankie Galasso Trousdale divenne parte dei Dream Street. La band si affermò con l'album Dream Street nel 2001, che vendette un milione di copie negli Stati Uniti. La popolarità acquisita con la band portò Troiusdale ad interpretare se stesso come protagonista del film The Biggest Fan. Dopo circa tre anni il gruppo si divise e Trousdale proseguì con una modesta carriera da solista che lo vide incidere alcuni singoli e cantare con le Play. Nel 2012 fece un provino per The Voice, ma senza successo.
Trousdale è morto il 2 giugno 2020, a 34 anni, per complicanze da COVID-19.

## Filmografia parziale

### Cinema
- Dream Street: It Happens Everytime, cortometraggio (2000)
- The Biggest Fan, regia di Michael Criscione e Michael Meyer (2002)
- Play & Chris Trousdale: I'm Gonna Make You Love Me, cortometraggio (2002)
- The Candlelight Murders, regia di Michael Criscione (2008)
- Chris Trousdale & Anna Sundstrand: If Only, cortometraggio (2009)
- Battlefield America, regia di Chris Stokes (2012)
- Dance-off: Sfida a ritmo di danza (Platinum the Dance Movie), regia di Alex Di Marco (2014)
- Gone Astray, regia di Michael Criscione (2014)
- To The Beat!, regia di Jillian Clare (2018)
- Chris Trousdale: Summer, cortometraggio, regia di Andrew Daffy (2019)
- Chris Trousdale: Goodbyes, cortometraggio, regia di Jaems Gusse (2019)
- Chris Trousdale: If I Loved You, cortometraggio (2019)
- New York Christmas Wedding, regia di Otoja Abit (2020)

### Televisione
- The Barry Z Show - serie TV, 1 episodio (2006)
- A tutto ritmo (Shake It Up) - serie TV, 1 episodio (2010)
- Il tempo della nostra vita (Days of Our Lives) - serie TV, 1 episodio (2011)
- Lucifer - serie TV, 1 episodio (2015)
- Austin & Ally - serie TV, 1 episodio (2015)